# Canotier

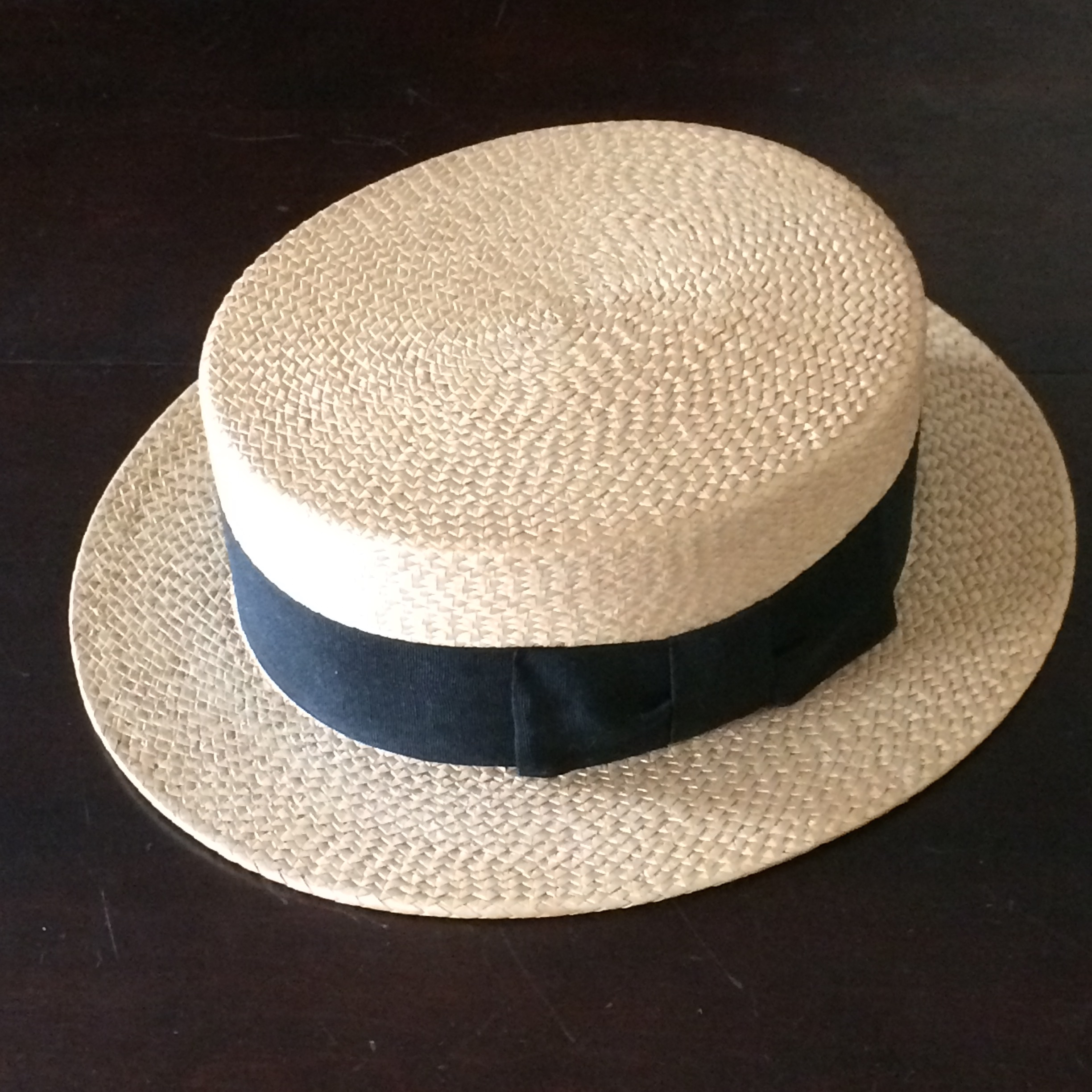
Canotier

Een canotier (Frans, 'roeier'), ook wel cady of boater genoemd (Engels, 'schipper') is een semi-formele, stugge hoed gemaakt van stro.

## Benaming
De Franse benaming canotier komt van canot, wat roeiboot betekent. Vanwege de associatie met water werd in Nederland rond 1900 het Franse woord matelot ('matroos') voor deze hoed gebruikt, een benaming die de Franse taal echter niet kende voor deze hoed. Het Nederlands heeft geen eigennaam voor dit type strohoed, alhoewel soms op hoedenwebsites de vertaling 'bootshoed' (van boater) wordt gebruikt. Ook de vertaling 'schippershoed' komt voor, maar deze dient weer niet verward te worden met de gelijknamige Nederlandse benaming voor een zuidwester. Naast de Franse en Engelse benamingen worden soms de Duitse (vertaalde) benamingen Florentijnse hoed en cirkelzaaghoed gebruikt.

## Kenmerken

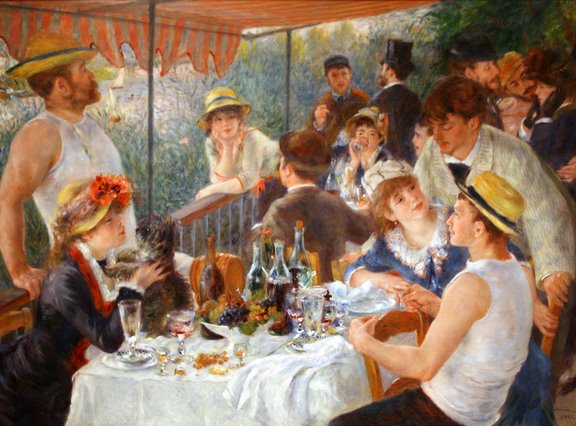
Lunch van de roeiers, Auguste Renoir (1880 - 1881)

Het model heeft een ovale vorm met een lage, platte kroon zonder deuk en een platte rand. Rondom de kroon zit een brede hoedband van grosgrain (ripsband) met een platte strik aan de zijkant van de kroon.
De hoed is gebaseerd op de hoed die gondeliers in Venetië droegen. Bij de oorspronkelijke gondeliershoed hangt er een enkel of dubbel lint aan de achterkant van de hoed. De gondeliershoed heeft bovendien een hoedband in wisselende kleuren, waardoor het mogelijk is om schippers op het water van een afstand te kunnen identificeren.
De hoed was eind 19e, begin 20ste eeuw populair bij mannen als informele zomerhoed, en werd gedragen in combinatie met een blazer en een pantalon. Ook vrouwen gingen in de 20ste eeuw de hoed dragen, waarbij deze meestal in het haar werd vastgezet met een hoedenspeld. De hoed is qua populariteit vergelijkbaar met de Panama, eveneens een lichte zomerhoed.

## Geschiedenis

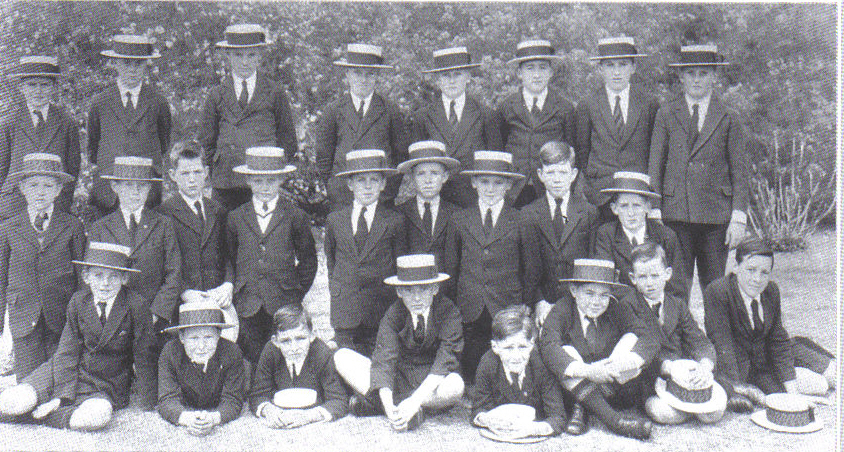
Australische schoolklas in 1934

In de 19e eeuw maakte de hoed onderdeel uit van het zomeruniform van zeelieden. De hoed wordt in de 19e eeuw onder burgers in eerste instantie populair bij het publiek van sportwedstrijden, en bij buitenactiviteiten als kanovaren en fietsen. In een later stadium wordt de hoed ook geaccepteerd als onderdeel van een semi-formele kledingstijl in het dagelijks leven. De hoed was eind 19e eeuw al populair geworden als onderdeel van kinderkleding van de gegoede burgerij, waarbij het in de mode was kinderen in een maritieme stijl te kleden (het 'matrozenpakje').
Omdat de hoed een luchtige structuur heeft is hij bij uitstek geschikt voor de zomer. In de Verenigde Staten was het in de eerste helft van de 20ste eeuw gebruikelijk om het wisselen van de warmen vilten winterhoeden naar de zomerhoeden te vieren met Straw Hat Day, dat (afhankelijk van de locatie) ergens halverwege mei viel. In september/oktober viel dan Felt Hat Day, waarop men terugkeerde naar de vilten hoeden.
In de 21ste eeuw wordt de hoed nog gedragen bij klassieke zeil- en roei-evenementen, bij bijeenkomsten van politieke partijen in de VS (vaak in een plastic variant) en als onderdeel van het schooluniform op prestigieuze privéscholen in het Verenigd Koninkrijk, Australië en Zuid-Afrika. Ook wordt de hoed tijdens optredens gedragen door muzikanten van Amerikaanse 19e-eeuwse muziekstijlen zoals zangers van barbershop koren of spelers in een dixieband.